# KRS-One
Lawrence "Kris" Parker, mer känd under artistnamnet KRS-One, född 20 augusti 1965 i Brooklyn, New York, är en amerikansk rappare.
KRS-One levde som hemlös i New York från 13 års ålder. Som graffitti-artist skapade han smeknamnet "KRS-One", en förkortning för "Knowledge Reigns Supreme Over Nearly Everyone". På ett härbärge träffade han socialarbetaren Scott Sterling (mer känd som Scott La Rock). De gav 1987 ut två singlar tillsammans under namnet Boogie Down Productions innan Scott La Rock blev mördad samma år. KRS-One fortsatte dock använda bandnamnet under flera efterföljande år.
KRS-Ones texter behandlar i huvudsak politik, religion, astrologi och getto-problem och han vill öka de svartas medvetenhet om sina livsvillkor.
Den förmodligen mest kända låten av KRS-One är "Sound of Da Police", vars text är starkt kritisk mot den amerikanska polisen.